# Raduń (Choszczno)

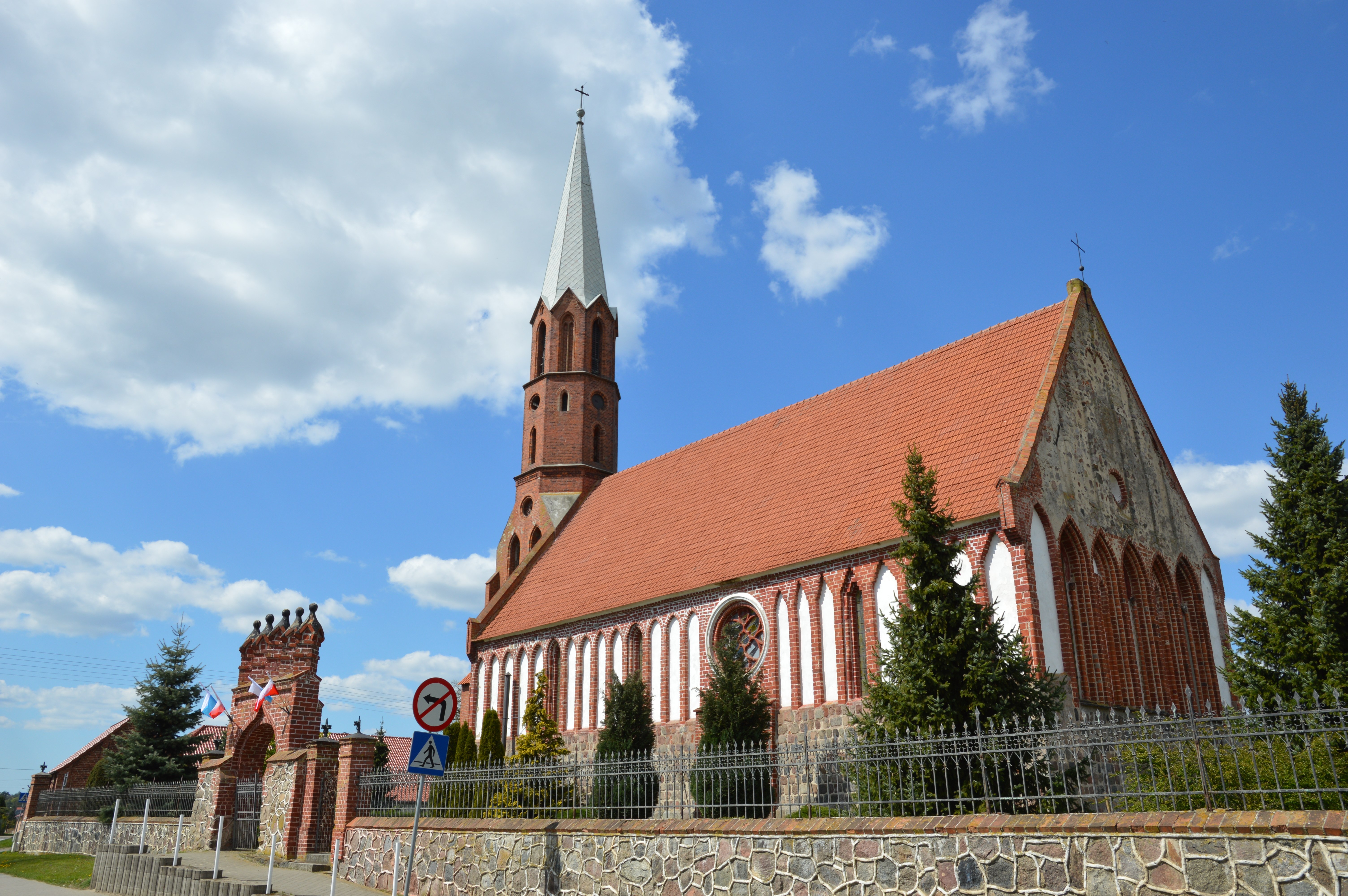
Kirche in Raduń

Raduń (deutsch Radun) ist ein Dorf in der Gmina Choszczno der polnischen Woiwodschaft Westpommern.
Der Ort liegt in der Neumark, etwa acht Kilometer östlich der Stadt Choszczno (Arnswalde) und 69 Kilometer südöstlich der regionalen Metropole Stettin (Szczecin).
Die Region wurde nach Ende des Zweiten Weltkriegs unter polnische Verwaltung gestellt. 
Im Ort befindet sich die Filialkirche Kościół Matki Boskiej Szkaplerznej, eine Maria-vom-Berg-Karmel-Kirche aus dem 13./14. Jahrhundert, die im 19. Jahrhundert umgebaut wurde. Sie steht, ebenso wie der anliegende ehemalige Friedhof und eine Mauer mit Tor aus dem 14. Jahrhundert, unter Denkmalschutz.